# 클락 타워 (시리즈)
《클락 타워》(영어: Clock Tower, 일본어: クロックタワー)는 코노 히후미가 제작한 서바이벌 호러 포인트 앤드 클릭 어드벤처 비디오 게임 시리즈이다.
시리즈 역사상 총 네 개의 작품이 제작됐다. 첫 번째 게임 《클락 타워 (1995)》는 휴먼 엔터테인먼트가 개발해 슈퍼 패미컴용으로 출시됐다. 그 후 휴먼 엔터테인먼트가 제작한 후속작 《클락 타워 II (1996)》와 《클락 타워: 고스트 헤드 (1998)》 2개가 플레이스테이션용으로 제작됐다. 네 번째이자 마지막 작품 《클락 타워 3 (2002)》는 캡콤과 선소프트가 공동개발해 플레이스테이션 2용으로 출시됐다.
시리즈 공통적으로 게임플레이에 추적자와의 조우를 피해 은신하고 도주하는 것이 게임 목표이다. 《클락 타워》 1편을 개발할 당시 제작자 코노 히후미는 이탈리아 감독 다리오 아르젠토의 공포 영화, 특히 1985년작 《페노미나》로부터 큰 영향을 받았다.

## 게임
| 1995 | 클락 타워              |
| 1996 | 클락 타워 II           |
| 1997 |                        |
| 1998 | 클락 타워: 고스트 헤드 |
| 1999 |                        |
| 2000 |                        |
| 2001 |                        |
| 2002 | 클락 타워 3            |

- 《클락 타워》 (1995)

시리즈 첫 번째 작품으로 슈퍼 패미컴용으로 일본에서만 출시됐다. 이후 플레이스테이션, 원더스완, 마이크로소프트 윈도우로 이식됐다. 주인공은 제니퍼 심슨으로 노르웨이의 한 저택에서 탈출하고자 하는 이야기를 담았다.
- 《클락 타워 II》 (1996)
- 《클락 타워: 고스트 헤드》 (1998)
- 《클락 타워 3》 (2002)

## 역사 및 개발

### 관련 게임
캡콤의 2005년 게임 《디멘토》는 평론가와 일반인은 흔히 《클락 타워》를 계승한 정신적 후속작이라 거론된다.

## 영화화
2006년 6월, 《클락 타워》 영화 제작이 발표됐다. 칠레 감독 호르헤 올긴이 제작하는 것으로 알려졌다. 원래 2006년 12월 촬영이 시작될 예정이었다. 2년이 지난 2008년 11월, 다른 제작사가 맡은 영화판이 로스앤젤레스에서 다시 제작될 것이라 예고했다. 마틴 웨이즈가 감독을 맡고 브리트니 스노가 주연을 맡을 것이라 공개했다. 2011년 11월, 데이비드 R. 엘리스가 자신이 영화를 감독하고 있다고 말했다. 2013년 엘리스 사망 이후 영화화에 대한 소식은 더 이상 없는 상태이다.